# John E. Everroad
John E. Everroad (* 13. Januar 1913 in Romney, Tippecanoe County, Indiana; † 2. August 1984 in Omaha, Nebraska) war ein US-amerikanischer Politiker. Zwischen 1967 und 1971 war er Vizegouverneur des Bundesstaates Nebraska.

## Werdegang
John Everroad besuchte die öffentlichen Schulen seiner Heimat einschließlich der Columbus High School und dem dortigen Franklin College. Seit 1952 war er in Nebraska ansässig. Er wurde ein erfolgreicher Geschäftsmann, der in vielen Unternehmen Vorstandsmitglied und Vorsitzender war. Er war auch Eigentümer einer Farm und Direktor bei der Handelskammer von Nebraska. Politisch schloss er sich der Republikanischen Partei an. Im August 1972 nahm er als Delegierter an der Republican National Convention in Miami Beach teil, auf der Präsident Richard Nixon zur Wiederwahl nominiert wurde. Auf lokaler und staatlicher Ebene bekleidete er verschiedene politische Ämter. Außerdem gehörte er mehreren Organisationen und Vereinigungen an.
1966 wurde Everroad an der Seite von Norbert T. Tiemann zum Vizegouverneur von Nebraska gewählt. Dieses Amt bekleidete er zwischen 1967 und 1971. Dabei war er Stellvertreter des Gouverneurs und formaler Vorsitzender der Nebraska Legislature. Nach seiner Zeit als Vizegouverneur ist er politisch nicht mehr in Erscheinung getreten.  Er starb im August 1984.